# Afrotocepheus sinarmatus
Afrotocepheus sinarmatus är en kvalsterart som beskrevs av Sandór Mahunka 1985. Afrotocepheus sinarmatus ingår i släktet Afrotocepheus och familjen Tetracondylidae. Inga underarter finns listade i Catalogue of Life.